# Cochylimorpha subwoliniana
Cochylimorpha subwoliniana is een vlinder uit de familie bladrollers (Tortricidae). De wetenschappelijke naam is voor het eerst geldig gepubliceerd in 1962 door Danilevsky.
De soort komt voor in Europa.